# وودهام والتر
وودهام والتر (به انگلیسی: Woodham Walter) یک روستا و محله مدنی در بریتانیا است که در مالدون واقع شده‌است. وودهام والتر ۵۳۲ نفر جمعیت دارد.